# アブコ・レコード
アブコ・レコード（ABKCO Records）は、アメリカ合衆国のレコードレーベル。同レーベルはカメオ＝パークウェイ・レコード（Cameo-Parkway Records）の名称であったが、1967年にアレン・クレインによって買収された後、アブコ・レコードに改名された。
同レーベル所属アーティストは、サム・クック、チャビー・チェッカー、ボビー・ライデル、フィル・スペクター、ローリング・ストーンズ、ハーマンズ・ハーミッツなどを含む。
「ABKCO」は「Allen B. Klein Company」の略称であるが、アレン・クレイン自身はしばしば冗談として「A Better Kind of COmpany」の略であると語った。
ジョージ・ハリスンはビートルズ解散後に発表したソロ・アルバム『オール・シングス・マスト・パス』に「ビウェア・オブ・ダークネス」という曲を収録したが、この曲を1970年にフィル・スペクターの前でデモ演奏したとき、冗談で歌詞の「Beware of Darkness」の部分を「Beware of ABKCO」と変えて演奏した。これはビートルズがアレン・クレインとの契約で大きな経済的損失を受けたことを皮肉ったものであった。
アレン・クレインは2009年に死去し、現在は彼の息子のジョディ（Jody Klein）が社長を務めている。